# Twieflingen
Twieflingen er en kommune i den sydlige del af Landkreis Helmstedt, i den sydøstlige del af den tyske delstat Niedersachsen. Den har en befolkning på omkring 	730 mennesker (2012), og er
en del af amtet (Samtgemeinde) Heeseberg.
Twieflingen ligger syd for Naturpark Elm-Lappwald omkring 3 km sydvest for byen Schöningen.

## Inddeling
I kommunen ligger landsbyerne:
- Dobbeln
- Twieflingen
- Wobeck